# Толкачёв, Вячеслав Ильич
Вячеслав Ильич Толкачёв (24 февраля 1948, Климовичи, Могилёвская область) — советский биатлонист, советский и белорусский тренер по биатлону. Чемпион мира среди юниоров (1969), чемпион (1978) и двукратный призёр чемпионатов СССР. Мастер спорта СССР международного класса (1971), заслуженный тренер Республики Беларусь.
Известный белорусский игрок в дартс.

## Карьера в биатлоне
Выступал за спортивное общество «Буревестник» и город Минск. Воспитанник тренеров Виктора Венедиктовича Шапорова и Евгения Алексеевича Селюнина.
На чемпионате мира среди юниоров 1969 года стал победителем в эстафете в составе сборной СССР вместе с Агдамом Тагировым и Александром Ушаковым. В индивидуальной гонке на этих соревнованиях занял четвёртое место.
Неоднократный победитель и призёр соревнований национального и международного уровня, в том числе победитель Кубка СССР 1970 года в индивидуальной гонке, серебряный призёр Кубка СССР 1976 года в спринте, серебряный призёр Кубка СССР 1978 года в индивидуальной гонке. Чемпион в эстафете и бронзовый призёр в индивидуальной гонке 43-го «Праздника Севера» (1977, Мурманск), серебряный призёр соревнований «Ижевская винтовка» в индивидуальной гонке (1977).
На чемпионате СССР 1977 года стал бронзовым призёром в эстафете в составе сборной общества «Буревестник». На следующем чемпионате страны, проходившем в рамках зимней Спартакиады народов СССР, завоевал золотую медаль в индивидуальной гонке и стал бронзовым призёром в спринте.
В составе сборной СССР принимал участие в Кубках мира в сезонах 1977/78 и 1978/79. На этапе в Мурманске в марте 1978 года занял второе место в эстафете, на этапе в Карловых Варах в январе 1979 года также стал вторым в эстафете.

## После биатлона
Завершил карьеру в 31 год. Причиной стала автомобильная авария, в которую попал Толкачёв. Получив переломы грудины и ребёр, он уже не мог стрелять как раньше.
Восстановившись, Толкачёв стал работать тренером в обществе «Динамо». В независимой Белоруссии входил в состав тренерского штаба национальной сборной по биатлону.
В 2000-е годы занимался дартсом в качестве спортсмена, считался одним из лучших игроков Белоруссии. Чемпион Белоруссии по дартсу 2006 года. Также работал тренером по этому виду спорта.
По состоянию на 2016 год работает заведующим кафедрой физического воспитания Частного института управления и предпринимательства (Минск).